# Eriogonum darrovii
Eriogonum darrovii är en slideväxtart som beskrevs av Thomas Henry Kearney. Eriogonum darrovii ingår i släktet Eriogonum och familjen slideväxter. Inga underarter finns listade i Catalogue of Life.